# Oleggio Castello
Oleggio Castello (piemontiul: Olegg Castel vagy Olesc Castel) település Olaszországban, Piemont régióban, Novara megyében. Lakosainak száma 2214 fő (2023. január 1.). Oleggio Castello Arona, Gattico-Veruno, Paruzzaro és Comignago községekkel határos.

## Népesség
A település lakossága az elmúlt években az alábbi módon változott:
| Lakosok száma | 2044 | 2132 | 2214 |
|               | 2017 | 2018 | 2023 |